# Make Sumn
Make Sumn è un singolo del rapper statunitense Don Toliver pubblicato il 20 gennaio 2018.

## Tracce
1. Make Sumn – 2:28